# XIe siècle en Lorraine

Cette page est une liste d'événements qui se sont produits au onzième siècle en Lorraine.

## Éléments de contexte

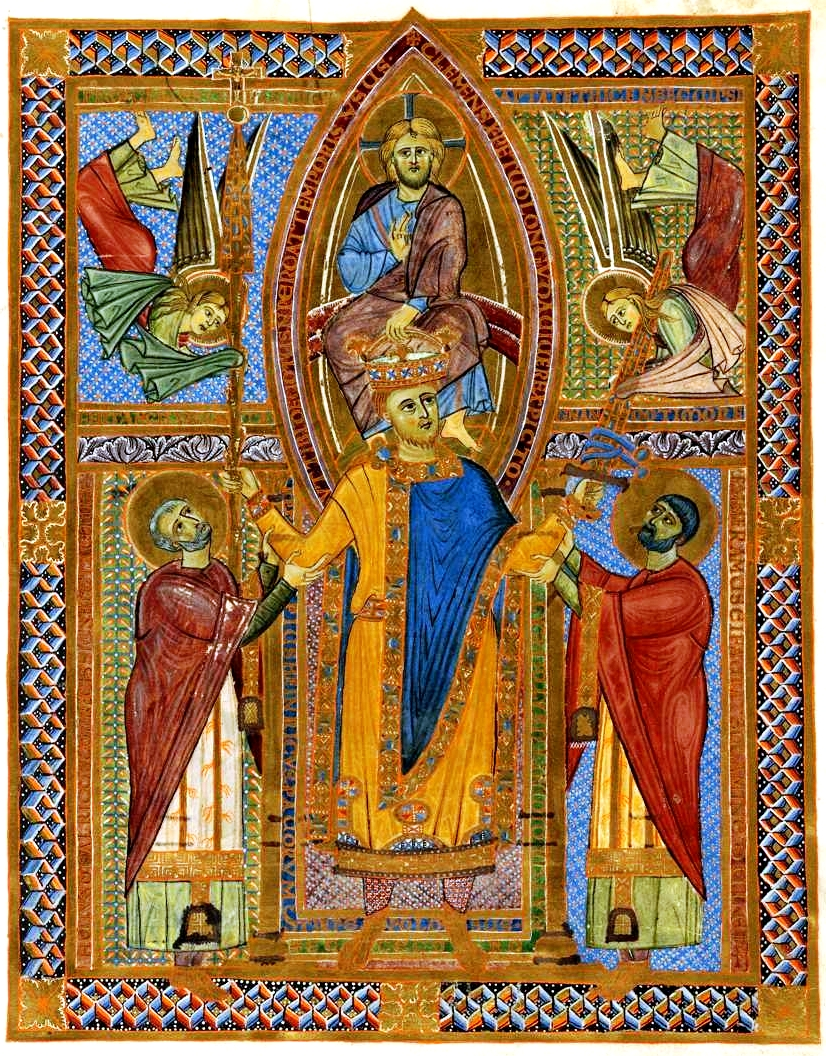
Couronnement d'Henri II, sacramentaire, Bibliothèque d'État de Bavière, Clm4456, f.11.

- Au XIe siècle, la population de la Lorraine ne dépasse pas 500 000 habitants.

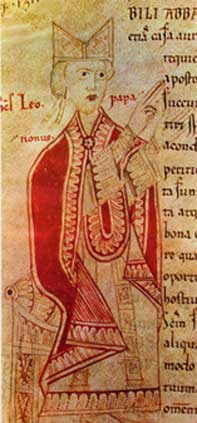
Leon IX

- Erection de la Chapelle Saint-Privat à Montigny-lès-Metz[1].

## Événements

### Années 1001 à 1010
- 1007 : prise et destruction de Scarpone par Henri II, roi de Germanie.
- 1008 : Adalbéron de Trèves devient évêque, ce que Henri II ne supporte pas. Il assiège Trèves puis Metz[2].
- 1009 : prise de Metz par Henri II[3]

### Années 1011 à 1020
- 1012 : nouvelle prise de Metz par Henri II[3]

### Années 1021 à 1030
- 1023 :
  - 10 et 11 août : entrevue de Robert le Pieux, roi de France et Henri II, empereur du Saint-Empire, à Ivois dans les Ardennes, pour évoquer les ambitions d'Eudes de Blois qui menace la frontière de Haute-Lotharingie ayant construit un château à Vaucouleurs[4].
  - 8 septembre : Henri II reçoit Eudes de Blois à Verdun. Ce dernier renonce à ses châteaux lorrains[4].
- 1026, 23 mai : Bruno d'Eguisheim, futur Léon IX devient évêque de Toul.

### Années 1031 à 1040
- 1032 : Frédéric III de Lorraine devient duc de Haute-Lotharingie à sa majorité[4]
- 1033 : 
  - Frédéric III de Lorraine décède sans héritier. Conrad II le Salique demande à Gothelon Ier de Lotharingie, comte de Verdun et duc de Basse-Lotharingie de prendre sa succession[4].
  - les deux duchés de Basse-Lotharingie et de Haute-Lotharingie sont brièvement réunifiés (jusqu'en 1044).
- 1034 : le nom de Lunéville est mentionné sous les formes Lineatis villa[5].
- 1037 : début de la lignée des comtes de Bar[6]
- 1038 : Louis de Scarpone devient le premier comte de Mousson et de Bar à la suite de son mariage avec Sophie de Bar.

### Années 1041 à 1050

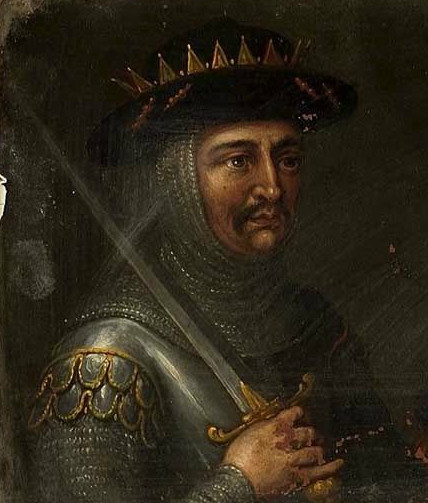
Godefroy II d'Ardenne dit le barbu

- 1045 : Henri Ier de Lotharingie devient comte palatin de Lotharingie.
- 1046 : Godefroy le Barbu se soulève contre l'empereur Henri III, de n'avoir été investi que de la Haute-Lotharingie et non de la Basse Lotharingie. Il saccage Nimègue et brûle le palais impérial[7].
- 1047 :
  - L’empereur Henri III attribue la Haute-Lotharingie à Adalbert[6] (ou Albert) d’Alsace, comte de Metz : celui-ci est considéré comme le premier duc de Lorraine.
  - 25 octobre : Godefroy le Barbu prend et incendie la ville de Verdun[8].
  - Adalbéron III dit le pacifique[9] devient évêque de Metz (jusque 1072).
- 1048 : 
  - Adalbert meurt à la bataille de Thuin[8].
  - Gérard d'Alsace succède à son frère Adalbert comme duc héréditaire de Lorraine[8],[10] et s'installe à Nancy qu'il fonde ex nihilo, du fait de l'émancipation des grandes villes du duché, comme Metz et Toul.
  - Henri Ier de Lotharingie épouse Mathilde de Verdun (née vers 1025, tuée le 17 juillet 1060) fille du duc Gothelon Ier de Lotharingie, et sœur du pape Étienne IX.
- 1049, 12 février : Brunon de Dagsbourg (de Dabo) évêque de Toul est élu pape sous le nom de Léon IX[8].

### Années 1051 à 1060
- 1050 : Henri Ier de Dabo épouse une fille héritière du comte de Moha ce qui explique l'introduction du nom « Albert » dans l'onomastique familiale et la détention de ce fief liégeois
- 1054, 19 avril : décès de Bruno d'Eguisheim-Dagsbourg.
- 1057 :
  - Étienne IX, né à Dun-sur-Meuse, devient pape ;
  - un violent incendie détruit l'Abbaye de Remiremont.
- 1058 : Henri Ier de Lotharingie commence à donner des signes de folie, il est alors confiné dans l'abbaye de Gorze.

### Années 1061 à 1070
- 1060, 17 juillet : quand il entend évoquer la liaison de son épouse Mathilde avec un de ses parents, Henri Ier de Lotharingie la tue avec une hache.
- 1061 : 
  - décès de Henri Ier dans l'abbaye d'Echternach, où il était enfermé depuis le meurtre de sa femme.
  - Première citation de Nancy dans une charte[8].
- 1064, 28 juin : décès de Henri Ier de Dabo, comte d'Eguisheim et comte de Dabo.
- 1069 : une charte mentionne la présence d'échevins à Toul[11].

### Années 1071 à 1080
- 1070 : Thierry d'Alsace succède à son père Gérard d'Alsace sur le trône de Haute Lotharingie[11].
- Autour de 1070 : le comté de Bar englobe des terres allant de Pont-à-Mousson jusqu'à l'est de Bar-le-Duc - le siège du comté - sur la rive gauche de la Meuse. Cette portion du comté, rive gauche de la Meuse, correspond au futur Barrois mouvant.
- 1072 : création du comté de Vaudémont par Gérad 1er[11].
- 1073 : Hermann de Metz devient évêque de Metz.
- La Querelle des investitures (1075-1122) porte un coup fatal au pouvoir épiscopal messin en déclenchant le processus qui devait aboutir à l’indépendance communale. Herman, évêque de Metz est démis de ses fonctions par l'empereur Henri IV en 1078 [11].

### Années 1081 à 1090
- 1085 : destitution de l’évêque de Metz à la suite du Concile de Mayence[12]. Opposé à Henri IV du Saint-Empire, Hermann est remplacé par un partisan de l’empereur: Valon, abbé de Saint-Arnould. Chassé par la foule celui-ci démissionne et se retire à l’abbaye de Gorze. Hermann est remis sur son trône par les messins[13]
- 1087 :  Henri IV fait à nouveau chasser Hermann et place à son poste Brunon de Calw. Les messins attaquent la cathédrale et massacrent la suite du prélat qui parvient à prendre la fuite. Hermann est réintégré une seconde fois en 1088[14].
- 1088  ou 1089[12] (selon les sources) :  Hermann retrouve sa fonction pour quelques mois seulement puisqu’il meurt en 1090.
- Vers 1090, le duc Thierri II construit un nouveau château sur des ruines. Neufchateau est née. La ville devient un centre commercial important[12].

### Années 1091 à 1100

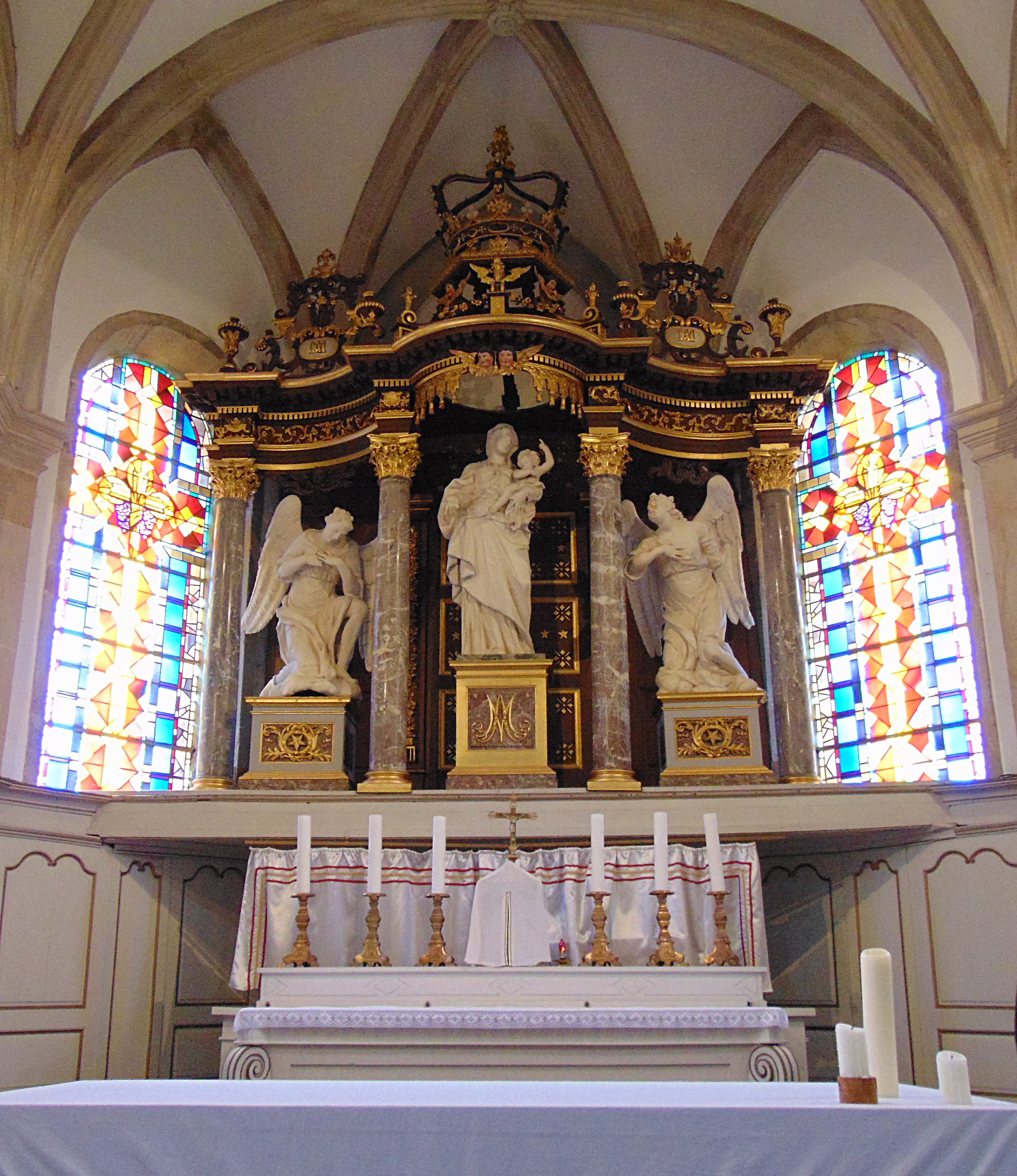
Retable de l'église de Girancourt (originaire de l'abbaye de Chaumousey).

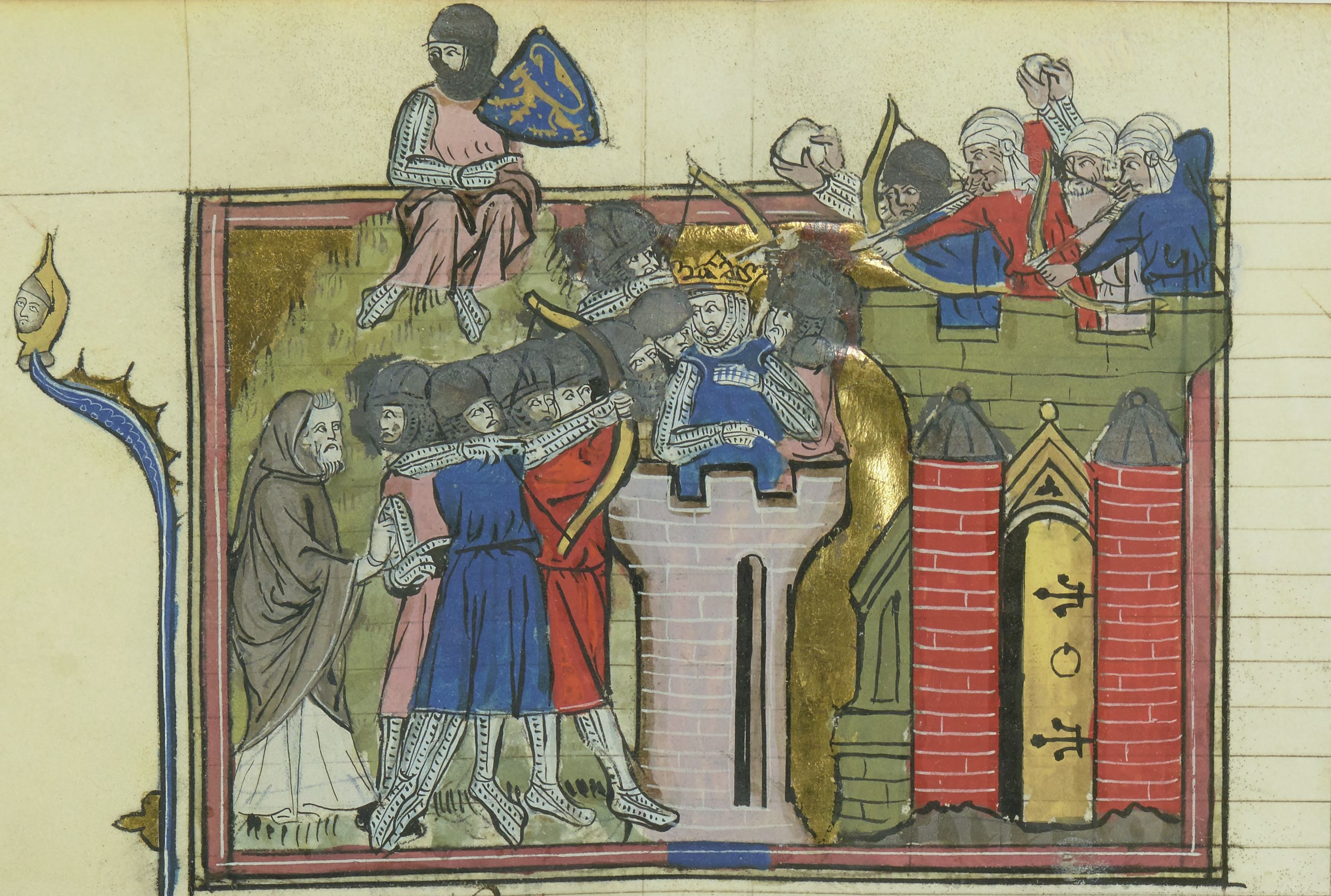
Godefroy de Bouillon à l'assaut de Jérusalem

- Début de la construction de l'Abbaye de Chaumousey.
- 1094 : première dénomination de Neufchateau, lorsque Thierry, fils du duc Gérard Ier fait construire un château à Novum Castrum.
- 1099 : 
  - Albert Ier de Dabo, comte de Moha et d'une partie d'Eguisheim et comte de Dabo à la mort de son frère Hugues VII de Dabo († 1089) ;
  - Lors du siège de Jérusalem Godefroy de Bouillon tue d'une seule flèche trois petits aigles en plein vol. Cette légende serait à la base de la présence de trois alérions sur les armes de Lorraine[15].
  - Godefroy de Bouillon, duc de Basse-Lorraine, chef de la première croisade, est élu roi de Jérusalem[6].

## Naissance
- 1002, 21 juin : naissance à Eguisheim[16] de Brunon d'Eguisheim-Dagsbourg, évêque de Toul[17].
- 1080 : naissance de Renaud Ier de Bar.

## Décès
- 1005, 14 décembre : Adalbéron II de Metz. Il a été inhumé dans l'abbaye de Saint-Symphorien de Metz[18].
- 1026 : Frédéric II de Lorraine, fils de Thierry Ier de Lorraine[4].
- 1027 : Thierry Ier de Lorraine[4],[19].
- 1070 : Gérard d'Alsace[11].
- 1072 :
  - Création du comté de Vaudémont[11].
  - 13 novembre : Adalbéron III de Metz, inhumé dans l'église Saint-Sauveur de Metz [20].
- 1089 : décès d'Hugues VII de Dabo comte d'une partie d'Eguisheim et de Dabo.
- 1098, 24 août : Albert Ier de Dabo  comte de Moha, comte d'Eguisheim et comte de Dabo.